# Dronryp
Dronryp (niederländisch Dronrijp) ist ein westfriesisches Dorf in den Niederlanden. Das Dorf ist seit 2018 Teil der Gemeinde Waadhoeke, davor von Menameradiel.

## Geschichte
Einige Jahrhunderte v. Chr. entstand um die heutige Straße Tsjerkebuorren herum eine Siedlung. Die erste urkundliche Erwähnung der Stadt stammt von 1132, der Ort hieß damals Denningrip. Als 1507 ein Kanal zwischen Leeuwarden und Harlingen fertiggestellt wurde, entstand in der Nähe von Tsjerkebuorren eine weitere Siedlung. Zwischen 1850 und 1950 wuchsen diese beiden Ansiedlungen allmählich zu einem Ort zusammen. Im April 1945 erschossen deutsche Angehörige des SD 13 Geiseln aus Dronrijp als Repressalie für die Sabotage des Schienenverkehrs.

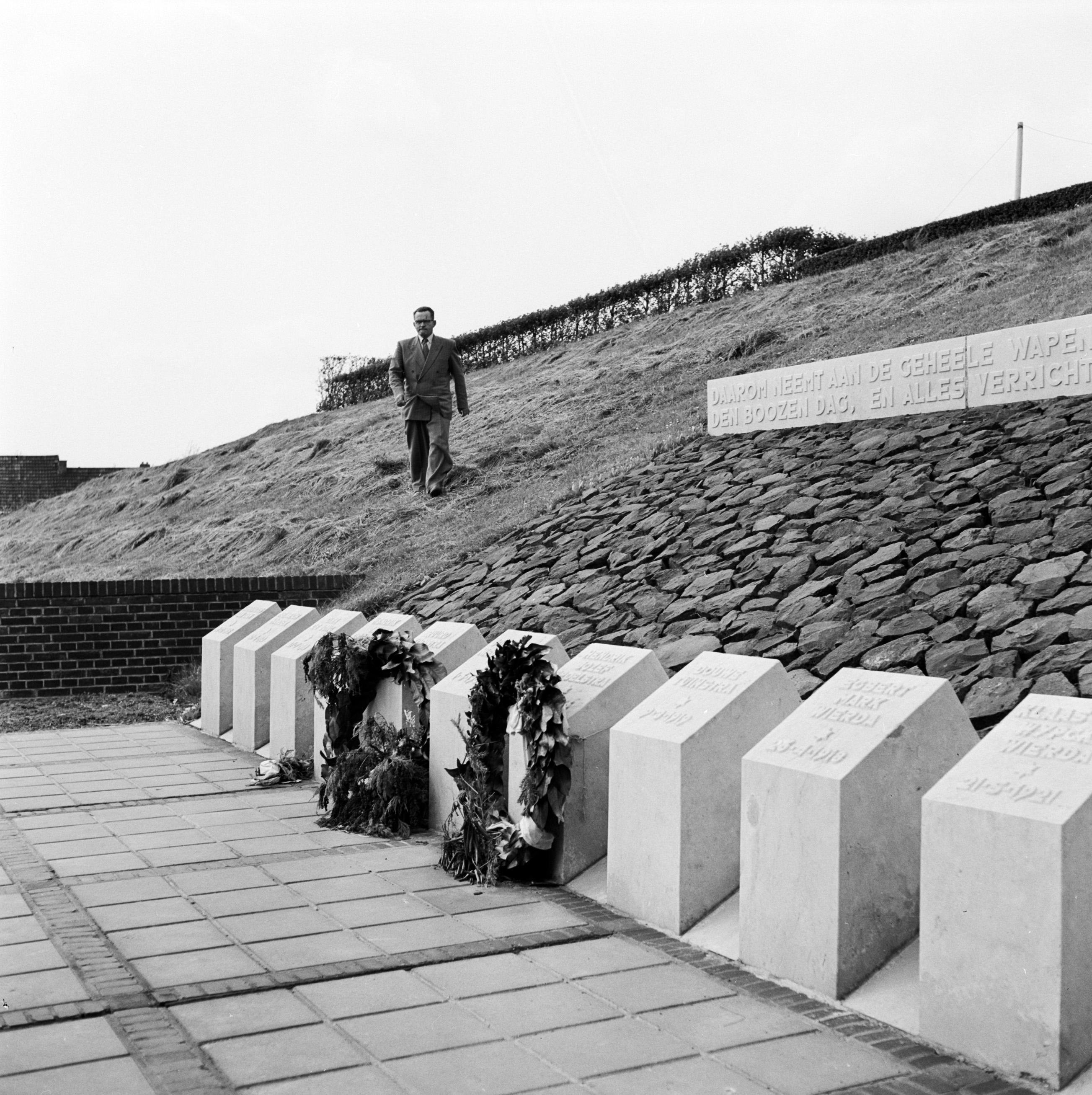
Gedenkstätte für die Geiselerschießung am 11. April 1945

Zu den berühmten Söhnen des Ortes zählen der Astronom Eise Eisinga (1744–1828) und der Maler Lawrence Alma-Tadema (1836–1912).

## Verkehr
Südlich des Ortes verläuft der 1953 fertiggestellte van Harinxmakanaal. Nördlich begrenzt der Rijksweg 31 den Ort.
Dronryp besitzt einen Bahnhof, der an der Bahnstrecke Harlingen–Nieuwe Schans liegt. Der Bahnhof wurde 1863 eröffnet und verfügt aktuell nur noch über einen Mittelbahnsteig und einen Fahrkartenautomaten. Der Bahnhof wird von einem Stoptrein (RS 2) bedient.